# Toško Čelo
Toško Čelo je naselje oziroma vas v Mestni občini Ljubljana na nadmorski višini 552 m in edino samostojno naselje v ljubljanski Četrtni skupnosti Dravlje. Kraj je prijetna izletniška točka, saj je z vrha slemena lep razgled na mesto in širšo okolico. Vas je bila leta 1943 požgana, po vojni pa so jo obnovili.
Najvišja točka je vrh Peštota (590 mnv).